# Щипицын, Василий Геннадьевич
Щипицын Василий Геннадьевич (род. 24 февраля 1978, город Очёр, Пермский край) — российский актёр театра и кино.

## Биография
Родился в простой семье: отец — нефтяник, мать — продавец.
В 2000 году поступил в Санкт-Петербургскую Государственную Академию Театрального Искусства на курс Козлова Григория Михайловича.
Состоит в труппе театра «Мастерская», артист контрактной труппы Санкт-Петербургского театра «Русская антреприза» имени Андрея Миронова, где дебютировал в роли Володеньки в спектакле Влада Фурмана «Господа Головлёвы». С 2003 активно снимается в сериалах и кино.
В 2009 году родился сын Даниил.

## Фильмография
1. 2002 — Красное небо. Чёрный снег — Василий Клюев
2. 2004 — Агент национальной безопасности-5 — «Гриб»
3. 2004 — Честь имею!.. — Птира
4. 2005 — Лопухи — Василий Булкин
5. 2005 — Риэлтор — бандит Коля
6. 2005 — Танцуют все — Гусь
7. 2006 — Алька — Селиванов
8. 2006 — Морские дьяволы-1 — радист
9. 2006 — Секретные поручения — Борис Кружилин
10. 2006 — Сонька — Золотая Ручка — Лексей Шарик
11. 2007 — Свой-чужой — Сутулый
12. 2007 — Год золотой рыбки — Миша
13. 2007 — Группа ZETA — террорист-наркоман
14. 2007 — Презумпция вины — следователь Славик
15. 2008 — Дорожный патруль — Женя Котов
16. 2008 — Мамочка, я киллера люблю — Бес
17. 2008 — Отряд — Сергей Романов
18. 2008 — Тот, кто гасит свет — милиционер
19. 2009 — Блудные дети — тренер по боксу Каманин
20. 2009 — Как поймать магазинного вора — охранник в супермаркете
21. 2009 — Любовь под грифом совершенно секретно-2 — бандит
22. 2009 — Правило лабиринта — наркодилер
23. 2009 — Право на помилование — Георгий Грушин
24. 2010 — Морские дьяволы-4 — старпом
25. 2010 — Отставник-2 — милиционер-2
26. 2010 — Прощай, «Макаров»! (12-я серия) — Александр Шорохов, капитан милиции
27. 2010 — Подсадной — опер Козлов
28. 2010 — Семейный дом — участковый
29. 2011 — Шаман — сосед Коля
30. 2011 — Патруль. Васильевский остров — Карагин
31. 2011—2012 — Кулинар — Ребус
32. 2013—2014 — Дознаватель-2 (4 серия) — Озеров, хозяин наркопритона

2014 - Игра с огнём , опер Прокопьеф
1. 2014—2015 — Невский (10-я серия) — Дмитрий Разин, киллер
2. 2014 — Колыбель над бездной — Валерий Свистунов (7 серия)
3. 2015 — «Правда. Цель 102» — ополченец ДНР
4. 2015 — Контрибуция — Устин, денщик
5. 2017 — Восхождение на Олимп — Юрий Смирницкий, капитан милиции
6. 2017 — Хождение по мукам — Ленин
7. 2017 — Движение вверх — Всеволод, врач сборной СССР по баскетболу, офицер КГБ
8. 2017 — Чужое лицо — «Хирург», киллер
9. 2018 — Канцелярская крыса — Игнат Петрович Опарин, подполковник МЧС
10. 2018 — Реализация (фильм 5-й «Мужская работа») — «Мухомор»
11. 2018 — Ворона — Пётр, оперуполномоченный
12. 2019 — Подсудимый — «Енот»
13. 2021 — МУР-МУР — Андрей Хорев
14. 2021 — Воскресенский
15. 2022 — Под защитой — майор Антонов, следователь
16. 2022 — Капкан на судью — сокамерник
17. 2022 — Чайки — Кабутов
18. 2022 — Акула — Семён Михайлович Кривошеев, участковый уполномоченный полиции
19. 2023 — Раневская — комиссар
20. 2023 — Шаляпин — Алексей Кондратьев
21. 2023 — Аутсайдер — Пётр Сергеевич Якушев, подполковник полиции
22. 2023 — Цербер — Блинков

## Роли в театре

### Санкт-Петербургский театр «Русская антреприза» имени Андрея Миронова
- Господа Г. — Володенька
- Шутники — Недоносков
- Дни нашей жизни — Михаил Иванович
- Бег — есаул Голован
- Вишнёвый сад — «Лопахин»- Блестяще!

### Театр «Мастерсткая» Григория Козлова
- Сон в летнюю ночь — Заморыш
- Фандо и Лис — Митаро
- Идиот — Птицын
- Яма — «Сабашников»